# Gyimesi János (kosárlabdaedző)
Ifj. Gyimesi János (Budapest, 1942. augusztus 8. –) kosárlabdaedző. Apja Gyimesi János kosárlabdázó, edző, a magyar kosárlabda sport kiemelkedő személyisége.

## Végzettségei
Tanári diplomáját 1965-ben szerezte meg az ELTE irodalom-népművelő szakán.
A TF-en 1987-ben kapta meg a mesteredzői címet. 

## Csapatai
- I. László Gimnázium,
- OSC,[1]
- Bp. Spartacus,[2]
- Vasas Izzó,
- ZTE,[3]
- MTK kosárlabdaedzője,[4][5]
- Hungaropress SKC (Sopron)[6]

## Eredményei
- Bajnokságok: a női NB I.-ben két csapattal is bajnok.
- Válogatott edzőként a női izraeli Eb-n csak egyszer kapott ki csapatával, és bronzérmet szerzett. Épp a szovjetektől, pedig előtte egy stockholmi tornán a magyar nők legyőzték őket.

A Százak Tanácsának, az egyik legtekintélyesebb magyar értelmiségi grémiumnak a tagja. (http://magyarhirlap.hu/cikk/25645/A_mester_edesapja_peldajat_koveti Archiválva 2016. november 15-i dátummal a Wayback Machine-ben)

## Játékosai (többek között)
Kiss Lenke, Vertetics Györgyi, Borka Ágnes, Herbert Diána, Molnár Györgyi, Cseh Zsuzsa, Kakucsi Rita, Ferenczy Bea (Spartacus).
Zsoldos András (Vasas Izzó).
Szűcs József, Góczán Gábor, Magyar Attila, Rózsás Gábor, Szikes Attila, Györfi István, Bodrogi Csaba, Vass Ferenc, Farkas László, Zbigniew Slominski, Zbigniew Blaszczak, Földesi Attila, Forray Gábor, Husz József, Polster Péter, Kis Attila, Kis Sándor, Bencze Ákos, Dobi Antal, Vida Béla, Kovács Attila (Zalaegerszeg).

## Könyvei
- Kosár?… Jó!; OOK-Press, 1997, 94 oldal · ISBN 9638513446 · Illusztrálta: Roth István, Szigeti Tamás[11]
- Ti, 55-ösök. Legendák a magyar kosárlabdázás aranykorából; Magánkiadás, Oldalak száma: 270 oldal, ISBN 9632196201, 2006[12]
- Kosár?... Jó! Kézikönyv kosárlabdázó gyerekeknek; ill. Roth István, fotó Szigeti Tamás; 2. bőv. kiad.; Bokody Károly Kosárlabda Alapítvány, Bp., 2010
- Gyímesi János–Zsíros Tibor: Az első 100 évünk. A magyar kosárlabdázás története; Magyar Kosárlabdázók Országos Szövetsége, Bp., 2012, 267 oldal, ISBN 978 963 88995 2 1,[13]
- Gyímesi János–Novák Judit: Kézikönyv. Kedvcsináló füzet kézilabdázáshoz kisiskolásoknak. Játékok, érdekességek, gyakorlatok, példaképek; Gulliver, Bp., 2015
- Sportnemzet vagyunk. Élsportolóink gondolatai a nemzetről és az emberiségről; szerk. Gyímesi János, Szijártó István; Balaton Akadémia, Keszthely, 2018 (Szent László könyvek)